# Општина Бечеј
Општина Бечеј је једна од општина у Републици Србији. Налази се у АП Војводина и спада у Јужнобачки округ. По подацима из 2004. општина заузима површину од 487 km² (од чега на пољопривредну површину отпада 44.007 ha, а на шумску 271 ha).
Седиште општине је градско насеље Бечеј. Општина Бечеј се састоји од 5 насеља. Према подацима са последњег пописа 2022. године у општини је живело 30.681 становник (према попису из 2011. било је 37.351 становник).	 У општини се налази 8 основних и 3 средњих школа.

## Насеља

### Градска
| # | Име    | Статус         |
| - | ------ | -------------- |
| 1 | Бечеј1 | градско насеље |

Напомене:

1 Седиште општине

### Сеоска
| # | Име                | Статус        |
| - | ------------------ | ------------- |
| 1 | Бачко Градиште     | сеоско насеље |
| 2 | Бачко Петрово Село | с. н.         |
| 3 | Милешево           | с. н.         |
| 4 | Радичевић          | с. н.         |

## Становништво
Према попису из 2011. године општина има 37.351 становника.

### Национални састав становништва општине по попису 2022. године
| Етнички састав према попису из 2022.‍ | Етнички састав према попису из 2022.‍ | Етнички састав према попису из 2022.‍ | Етнички састав према попису из 2022.‍ | Етнички састав према попису из 2022.‍ |
| ------------------------------------ | ------------------------------------ | ------------------------------------ | ------------------------------------ | ------------------------------------ |
|                                      |                                      |                                      |                                      |                                      |
| Срби                                 | Срби                                 |                                      | 12.996                               | 42,36%                               |
| Мађари                               | Мађари                               |                                      | 12.482                               | 40,68%                               |
| Роми                                 | Роми                                 |                                      | 877                                  | 2,86%                                |
| укупно: 30.681                       |                                      |                                      |                                      |                                      |

### Верски састав становништва општине по попису 2011. године
| Верски састав‍ | Верски састав‍ | Верски састав‍ | Верски састав‍ | Верски састав‍ |
| ------------- | ------------- | ------------- | ------------- | ------------- |
|               |               |               |               |               |
| Католици      | Католици      |               | 18.229        | 48,80%        |
| Православци   | Православци   |               | 15.722        | 42,09%        |
| Протестанти   | Протестанти   |               | 270           | 0,72%         |
| Муслимани     | Муслимани     |               | 206           | 0,55%         |
| Атеисти       | Атеисти       |               | 360           | 0,96%         |
| Агностици     | Агностици     |               | 15            | 0,04%         |
| остали        | остали        |               | 33            | 0,10%         |
| неизјашњени   | неизјашњени   |               | 2.217         | 5,94%         |
| непознато     | непознато     |               | 197           | 0,53%         |

## Познате личности
- Бранка Веселиновић
- Тања Бањанин
- Никола Танурџић
- Дејан Перић